# Gypsy Rose
Gypsy Rose is een Belgisch bier van hoge gisting.
Het bier wordt gebrouwen in Brasserie Sainte-Hélène te Ethe-Belmont.
Het is een amberkleurig bier, type tripel met een alcoholpercentage van 9%. Het etiket werd ontworpen door tekenaar Palix. Het bier werd oorspronkelijk in 2005 op de markt gebracht onder de naam La Djean Triple.